# Bu$hleaguer
Bu$hleaguer è la dodicesima traccia di Riot Act, album del 2002 dei Pearl Jam. La canzone è un commento sul presidente George W. Bush.
In molti show del Riot Act Tour, Eddie Vedder ha eseguito "Bu$hleaguer" con una maschera caricaturale di Bush indossandola all'inizio, per poi appenderla sull'asta del microfono per poter cantare. La band fece notizia quando alcuni fan durante lo show di Denver lasciarono il palco dopo che Vedder "impalò" la maschera del presidente sull'asta del microfono.
Dopo una performance della canzone durante lo show di Uniondale il 30 aprile 2003, la band ricevette dei "boo" dalla folla che iniziò a cantare "U-S-A". Vedder rispose difendendo la sua libertà di parola e continuò il concerto cantando Know Your Rights dei Clash.
Una performance dal vivo della canzone è disponibile su Live at the Showbox; una perofrmance della canzone missata da varie date del Riot Act Tour è disponibile su Live at the Garden tra i contenuti speciali.